# Очень странные дела (1-й сезон)
Первый сезон американского научно-фантастического сериала ужасов «Очень странные дела», премьера которого состоялась по всему миру на Netflix 15 июля 2016 года. Сериал был создан братьями Даффер, которые также выступили в качестве исполнительных продюсеров вместе с Шоном Леви и Дэном Коэном.
Главные роли в первом сезоне исполнили Вайнона Райдер, Дэвид Харбор, Финн Вулфхард, Милли Бобби Браун, Гейтен Матараццо, Калеб Маклафлин, Наталия Дайер, Чарли Хитон, Кара Буоно и Мэттью Модайн, при участии Ноа Шнаппа, Джо Кири и Шеннон Пёрсер.

## Сюжет
Действие первого сезона начинается в ноябре 1983 года, когда исследователи из Национальной лаборатории Хоукинса делают трещину в «Изнанке», альтернативном измерении. Из Изнанки сбегает монстр, который похищает мальчика по имени Уилл Байерс и девочку-подростка по имени Барбара. Мать Уилла Джойс и начальник городской полиции Джим Хоппер ищут Уилла. В то же время из лаборатории сбегает обладающая телекинезом маленькая девочка по имени Одиннадцать, и она помогает друзьям Уилла: Майку, Дастину и Лукасу — в поисках Уилла.

## В ролях

### В главных ролях
- Вайнона Райдер — Джойс Байерс[3]
- Дэвид Харбор — Джим Хоппер[3]
- Финн Вулфхард — Майк Уилер[4]
- Милли Бобби Браун[4] — Одиннадцать («Оди»)
- Гейтен Матараццо — Дастин Хендерсон[4]
- Калеб Маклафлин — Лукас Синклер[4]
- Наталия Дайер — Нэнси Уилер[4]
- Чарли Хитон — Джонатан Байерс[4]
- Кара Буоно — Карен Уилер[5]
- Мэттью Модайн — Мартин Бреннер[6]
- Ноа Шнапп — Уилл Байерс[4]

### Второстепенные персонажи
- Джо Кири — Стив Харрингтон[7][8]
- Шеннон Пёрсер — Барбара «Барб» Холланд[9]
- Росс Партридж — Лонни Байерс[10]
- Джо Крест — Тед Уилер
- Марк Стегер — Монстр[11]
- Роб Морган — офицер Пауэлл
- Джон Пол Рейнольдс — офицер Каллахан
- Рэндалл П. Хэвенс — Скотт Кларк
- Эйми Маллинз — Терри Айвз[12]
- Кэтрин Дайер — Конни Фрейзер
- Пейтон Уич — Трой[13]
- Кейд Джонс — Джеймс
- Честер Рашинг — Томми Х.
- Челси Талмидж — Кэрол
- Тинсли и Эннистон Прайс — Холли Уилер
- Крис Салливан — Бенни Хаммонд
- Тобайас Джелинек — главный агент
- Сюзан Шалуб Ларкин — Флоренс («Фло»)

## Эпизоды
| № общий | № в сезоне | Название                                                                              | Режиссёр      | Автор сценария                                | Дата премьеры |
| --- | ---------- | ------------------------------------------------------------------------------------- | ------------- | --------------------------------------------- | ------------- |
| 1 | 1          | «Глава первая: Исчезновение Уилла Байерса» «Chapter One: The Vanishing of Will Byers» | Братья Даффер | Братья Даффер                                 | 15 июля 2016  |
| 1983 год, Хоукинс, штат Индиана. В лаборатории Министерства энергетики США на учёного нападает неизвестное существо. Двенадцатилетний Уилл Байерс возвращается вечером домой после игры с друзьями в «Подземелья и Драконы», но по дороге сталкивается с неким существом и бесследно исчезает. На следующий день девочка с обритой головой, одетая в больничную рубашку, крадёт еду в местном кафе. Бенни (Крис Салливан), владелец кафе, пожалел её, накормил и позвонил в социальную службу. Пришедшая за ребёнком женщина, представившаяся работником социальной службы, убивает Бенни. Вооружённые агенты обыскивают кафе в поисках девочки, но ей удаётся скрыться. В доме Джойс, матери Уилла, звонит телефон. Ей кажется, что она сквозь помехи слышит голос Уилла и ещё кого-то. Лукас, Майк и Дастин, друзья Уилла, вечером отправляются в лес на его поиски и встречают девочку. |            |                                                                                       |               |                                               |               |
| 2 | 2          | «Глава вторая: Чудак с Кленовой улицы» «Chapter Two: The Weirdo on Maple Street»      | Братья Даффер | Братья Даффер                                 | 15 июля 2016  |
| Друзья узнают, что девочку зовут Одиннадцать (у неё на руке вытатуировано число 011), и дают ей прозвище Оди. Учёные из лаборатории обследуют участок возле дома Байерсов и обнаруживают на стене сарая, в котором исчез Уилл, странную субстанцию. В доме Майка Оди узнаёт Уилла на фотографии. Она использует свои психокинетические способности, чтобы захлопнуть дверь и не дать Дастину и Лукасу рассказать родителям Майка о себе. В поисках Уилла Хоппер обследует лес и находит кусок ткани от больничной рубашки Оди неподалёку от лаборатории. Нэнси вместе с подругой Барб отправляется на вечеринку домой к Стиву. Джонатан, брат Уилла, отправляется в лес на поиски. Фотографируя место, где был найден велосипед Уилла, он слышит крики и выходит к дому Стива, где видит Нэнси, Стива и ещё одну пару в бассейне. Джонатан делает несколько снимков, в том числе снимок Барб, сидящей на краю бассейна, за мгновение до её исчезновения. Джойс принимает ещё один звонок от Уилла, слышит сам собой включившийся магнитофон из его комнаты и видит странное существо, вылезающее из стены. |            |                                                                                       |               |                                               |               |
| 3 | 3          | «Глава третья: Здорово, Джолли» «Chapter Three: Holly, Jolly»                         | Шон Леви      | Джессика Маккленберг                          | 15 июля 2016  |
| Очнувшись в странном месте, напоминающем пустой бассейн, Барб пытается выбраться из него по лестнице, но что-то затягивает её обратно вниз. Джойс развешивает в доме несколько электрических гирлянд для установления связи с Уиллом, который, находясь в каком-то параллельном измерении, может включать и выключать лампочки в доме. Хоппер вместе с помощниками выходят на след доктора Мартина Бреннера, его лаборатории и находят в газетных архивах упоминание о женщине по имени Терри Айвз, которая утверждала, что её дочь сразу после рождения похитили учёные. Оди вспоминает свою жизнь в лаборатории — Бреннер, которого она называет «папой», приказывает поместить её в карцер за отказ использовать свои телекинетические способности, чтобы причинить боль кошке. Нэнси начинает переживать о пропавшей Барб. Стив и его друзья обнаруживают фотографии, которые сделал Джонатан. Они рвут фотографии и разбивают камеру, но Нэнси замечает на одной из них сидящую возле бассейна Барб и возвращается к дому Стива. Недалеко от дома она обнаруживает припаркованную на прежнем месте машину Барб и замечает перемещающееся среди деревьев существо. Джойс рисует на стене буквы алфавита рядом с лампочками гирлянды. Уилл сообщает ей, что он жив, но находится в опасном месте. Он успевает передать слово «беги» перед тем, как существо начинает вылезать из стены. Чуть позже полиция штата сообщает об обнаружении тела Уилла в заполненном водой карьере недалеко от города. |            |                                                                                       |               |                                               |               |
| 4 | 4          | «Глава четвёртая: Тело» «Chapter Four: The Body»                                      | Шон Леви      | Джастин Доубл                                 | 15 июля 2016  |
| Оди доказывает друзьям, что Уилл всё ещё жив, установив с ним контакт через рацию Майка. Используя мощную радиостанцию в кабинете физики, Оди и друзья слышат голос Уилла, говорящего своей матери, что он боится. В это время Джойс находится в комнате Уилла и слышит его голос из-за стены. Она срывает обои и обнаруживает под ними плёнку из странной полупрозрачной субстанции и силуэт Уилла за ней. Джойс начинает пробивать стену топором, но лишь пробивает сквозную дыру на улицу. Изучая сделанную Джонатаном фотографию Барб, Нэнси замечает стоящее за ней чудовище. Она отправляется к Джонатану, он печатает увеличенный фрагмент снимка и осознаёт, что существо на снимке похоже на то, что описывала Джойс — человекоподобное тело с длинными руками и головой без лица. Хоппер находит обстоятельства обнаружения тела Уилла странными, приходит в морг и разрезает тело, которое оказывается качественно сделанным манекеном. Он направляется к зданию лаборатории и проникает внутрь. |            |                                                                                       |               |                                               |               |
| 5 | 5          | «Глава пятая: Блоха и акробат» «Chapter Five: The Flea and the Acrobat»               | Братья Даффер | Элисон Татлок                                 | 15 июля 2016  |
| Хоппер проникает в лабораторию и с применением силы добирается до нижнего уровня, где обнаруживает странного вида проход, но персоналу удаётся усыпить его с помощью шприца. Лонни, бывшему мужу Джойс, удаётся убедить её, что все её связанные с Уиллом видения являются галлюцинацией, так как было обнаружено его тело. Мальчики приходят к выводу, что Уилл застрял в другом измерении, которое Оди называет «изнанкой», являющемся родным для чудовища (которого она называет Демогоргоном в честь существа из «Подземелья и драконов»). После похорон друзья спрашивают мистера Кларка о параллельных измерениях, и он рассказывает им о гипотетической возможности существования портала между пространствами. Хоппер просыпается в своём доме, и в ходе обыска обнаруживает жучок. Помощники Хоппера сообщают ему о том, что автомобиль Барб был найден далеко от города. Мальчики выясняют, что появление портала связано с мощным электромагнитным полем и пытаются обнаружить магнитную аномалию при помощи компаса. Оди вспоминает, как её помещали в камеру сенсорной депривации для усиления её телепатических способностей. Её заданием был телепатический перехват информации от советского шпиона, и во время его выполнения она обнаружила странное существо. Оди предупреждает друзей об опасности портала и отклоняет стрелки компасов, чтобы сбить их со следа. Лукас замечает это и обвиняет Оди в предательстве. Майк заступается за неё, что приводит к драке между ним и Лукасом. Оди вмешивается и при помощи телекинеза отбрасывает Лукаса, который на время теряет сознание от удара. Тем временем в лесу Нэнси и Джонатан обнаруживают раненого оленя, которого утаскивает чудовище. Нэнси обнаруживает портал, ведущий в «изнанку» и проникает туда, где видит чудовище, поедающее оленя.                                                                     |            |                                                                                       |               |                                               |               |
| 6 | 6          | «Глава шестая: Монстр» «Chapter Six: The Monster»                                     | Братья Даффер | Джесси Никсон-Лопес                           | 15 июля 2016  |
| Джонатану удаётся вытащить Нэнси обратно и спасти от чудовища. Вместе они едут к Нэнси домой, она просит Джонатана остаться, так как боится ночевать одна. Стив видит их через окно спальни. На следующее утро Нэнси и Джонатан решают убить чудовище, для чего покупают капкан и патроны в охотничьем магазине. На обратном пути они конфликтуют со Стивом, друзья которого оставили оскорбительную для Нэнси надпись на фасаде кинотеатра. После драки со Стивом Джонатана арестовывают полицейские. Хоппер обыскивает собственный дом и находит подслушивающее устройство, затем едет к Джойс и сообщает, что полностью верит её рассказам. Вместе они приезжают к Терри Айвз, чтобы расспросить её о пропавшей дочери. Терри находится в прострации. Ухаживающая за ней сестра рассказывает, что в молодости Терри участвовала в проекте ЦРУ по изучению средств манипулирования сознанием, и согласно её утверждению, доктор Бреннер похитил дочь Терри сразу после рождения. Оди бродит одна в лесу и вспоминает, как случайно открыла портал в «изнанку» во время выполнения одного из заданий, позволив чудовищу проникнуть в обычный мир. Майк и Дастин ищут Оди, но сталкиваются с хулиганом Троем и его приятелем. Трой угрожает Дастину ножом и требует, чтобы Майк прыгнул с большой высоты в озеро на дне карьера, в котором перед этим нашли тело Уилла. Майк прыгает, но повисает в воздухе и возвращается обратно — его спасает Оди. Лукас наблюдает за лабораторией и видит, как несколько микроавтобусов с вооружёнными людьми выезжают с территории и едут к дому Майка. |            |                                                                                       |               |                                               |               |
| 7 | 7          | «Глава седьмая: Ванна» «Chapter Seven: The Bathtub»                                   | Братья Даффер | Джастин Доубл                                 | 15 июля 2016  |
| Лукас предупреждает друзей по рации, что к ним едут агенты. Майк, Дастин и Оди бегут из дома через чёрный ход. Лукас присоединяется к ним. Один из микроавтобусов перекрывает дорогу, но Оди, используя свои телекинетические способности, переворачивает его. Оторвавшись от погони, они приезжают на автомобильную свалку, и Лукас примиряется с Майком и Оди. Джойс и Хоппер приезжают в полицейский участок, где обнаруживают Нэнси и Джонатана. Джонатан рассказывает им о чудовище. Им удаётся связаться по радио с Майком и его друзьями. Встретившись, они решают изготовить для Оди камеру сенсорной депривации, чтобы усилить её телепатические способности, необходимые для поиска Уилла и Барб. В качестве такой камеры они используют школьный надувной бассейн, наполнив его насыщенным раствором соли для увеличения плотности. Оди удаётся проникнуть в «изнанку», где она обнаруживает Барб мёртвой и узнаёт местоположение Уилла — тот прячется в своём шалаше, который они с братом когда-то построили. Хоппер и Джойс отправляются в лабораторию с целью войти в главный портал и спасти Уилла, но там их окружают агенты. Нэнси и Джонатан решают реализовать свой план по убийству демогоргона, тайно забирают свои вещи из полицейского участка и едут в дом Байерсов. В «изнанке» существо обнаруживает убежище Уилла. |            |                                                                                       |               |                                               |               |
| 8 | 8          | «Глава восьмая: Изнанка» «Chapter Eight: The Upside Down»                             | Братья Даффер | Сюжет: Пол Дихтер Телесценарий: Братья Даффер | 15 июля 2016  |
| Бреннер допрашивает Хоппера и тот предлагает ему сделку — местонахождение Оди в обмен на доступ к порталу. Надев защитные комбинезоны, Джойс и Хоппер проникают через портал в «изнанку». Там они обнаруживают гнездо чудовища, затем находят Уилла — он находится без сознания, с длинным, похожим на слизня существом в пищеводе. Существо извлекают, Уиллу делают искусственное дыхание и он приходит в себя. Тем временем Нэнси и Джонатан устанавливают капкан, затем делают надрезы на ладонях, чтобы привлечь демогоргона запахом крови. Появляется Стив с намерением извиниться перед Нэнси и Джонатаном за утреннее происшествие. Демогоргон появляется из стены и нападает на Джонатана. Стиву удаётся отбить его, все вместе они убегают по коридору, где чудовище попадает в капкан, но ему удаётся вырваться и сбежать обратно в своё измерение. В школу, где прячутся мальчики и Оди, врываются агенты в сопровождении военной полиции. Они окружают детей, но Оди убивает их при помощи телекинеза. Это отнимает у неё много сил, её обнаруживает Бреннер, но в это время появляется чудовище, привлечённое кровью убитых агентов. Дети пытаются спрятаться в одном из кабинетов, но оно находит их. Оди, собрав последние силы, обездвиживает демогоргона, прощается с Майком и вместе с существом превращается в пыль. Уилл воссоединяется с матерью, братом и друзьями. Хоппера в чёрном автомобиле увозит агент. Месяц спустя, в канун Рождества, Джонатан приезжает домой к Уиллерам за своим братом, который играет с друзьями. Нэнси дарит Джонатану новую камеру взамен разбитой, она помирилась со Стивом. Хоппер оставляет в деревянном ящике посреди леса коробку с вафлями, любимой едой Оди. Перед рождественским ужином Уилл ненадолго уходит в ванную, где выкашливает в раковину небольшого слизняка, и окружающий мир на мгновение превращается в «изнанку». |            |                                                                                       |               |                                               |               |

## Производство

### Разработка
Сериал «Очень странные дела» был создан Мэттом и Россом Дафферами, известными в профессиональном плане как братья Даффер. Они оба закончили сценарий к фильму 2015 года, который они же и сделали, «Затаившись», в котором они пытались подражать стилю М. Найта Шьямалана, однако из-за изменений в Warner Bros., дистрибьютора фильма, фильм не получил широкого проката, и Дафферы не были уверены в своём будущем. К их удивлению, телепродюсер Дональд Де Лайн, впечатлённый от сценария к «Затаившись», подошёл и предложил поработать над эпизодами сериала «Сосны» вместе со Шьямаланом. Шьямалан стал наставником для братьев во время производства одного из эпизодов, и к моменту окончания работы они чувствовали, что они были готовы выпустить свой собственный телесериал.
Братья Даффер подготовили сценарий, который по-существу был похож на настоящий пилотный эпизод сериала, вместе с 20-страничной книжкой, которая помогала им продать сериал сети. Они передали свою историю нескольким кабельным сетям, каждая из которых отвергла сценарий на том основании, что они чувствовали, что сюжет, сосредоточенный вокруг детей, которые являются главными героями, не будет работать, прося их сделать это либо детским шоу, либо отказаться от детей и сосредоточиться на расследовании Хоппером паранормальных явлений. В начале 2015 года, Дэн Коэн, вице-президент 21 Laps Entertainment, принёс сценарий своему коллеге Шону Леви. Впоследствии они пригласили братьев Даффер в свой офис и купили права на сериал, предоставив братьям полное его авторство. После прочтения сценария пилотного эпизода, стриминговый сервис Netflix приобрёл весь сезон за нераскрытую сумму; впоследствии Netflix объявило о шоу в начале апреля 2015 года, и его выпуск был запланирован на 2016 год. Братья Даффер заявили, что в то время, когда они предложили Netflix свой сериал, сервис уже был известен своими оригинальными программами, такими как «Карточный домик» и «Оранжевый — хит сезона», за которыми стояли широко известные продюсеры, и были готовы давать шанс таким будущим продюсерам, как они. Братья начали писать сценарии к сериалу и пригласили Леви и Коэна в качестве исполнительных продюсеров, чтобы начать подбор актёров и съёмки.
Первоначально сериал был известен как «Монток», поскольку действие сценария разворачивалось в Монтоке, Нью-Йорк и близлежащих местах Лонг-Бича. Братья выбрали Монток, поскольку у него были Спилберговские связи с фильмом «Челюсти», где Монток использовали в качестве вымышленного острова Эмити. После того как братья решили изменить историю и перенести место действия в вымышленный город Хоукинс, они чувствовали, что теперь смогут делать с городом такие вещи, которые они действительно не могли представить с реальным местоположением, как, например, поместить город под карантин. С изменением местоположения им пришлось придумать новое название для сериала под руководством Теда Сарандоса из Netflix, чтобы они могли начать рекламировать его для широкой публики. Братья начали с использования копии романа Стивена Кинга «Воспламеняющая взглядом», чтобы рассмотреть использование шрифта и внешнего вида названия, и они составили длинный список потенциальных альтернатив. Потом появилось название «Очень странные дела», так как оно звучало похоже на другой роман Кинга, «Нужные вещи», хотя Мэтт отметил, что у них всё таки было «много горячих споров» по поводу этого окончательного названия.

### Сценарий
Идея «Очень странных дел» началась с того, как братья почувствовали, что они могли бы взять концепцию фильма 2013 года «Пленницы», подробно описывая моральную борьбу, через которую проходит отец, когда похищают его дочь, и расширить её в течение восьми или около того часов в сериальном телевизионном подходе. Сосредоточившись на аспекте пропавшего ребёнка в этой истории, они хотели предоставить идею «детской чувствительности», которую они могли бы предложить, и они поиграли с идеей монстра, который мог бы поглощать людей. Братья чувствовали, что сочетание этих идей «было самой лучшей вещью на свете». Чтобы ввести этого монстра в историю, они подумывали о «странных экспериментах, о которых они читали во времена холодной войны», таких как проект «МК-Ультра», что дало возможность обосновать существование монстра в науке, а не в чём-то духовном. Это также помогло им решить использовать 1983 год в качестве временного периода, поскольку это был год до выхода фильма «Красный рассвет», который был сосредоточен на паранойе холодной войны. Впоследствии они могли использовать все свои личные вдохновения из 1980-х годов, десятилетия, когда они родились, в качестве элементов сериала, создав его в области научной фантастики и ужасов. В качестве вдохновения братья Даффер назвали (среди прочего): романы Стивена Кинга; фильмы, созданные Стивеном Спилбергом, Джоном Карпентером, Уэсом Крэйвеном, Робертом Земекисом, Джорджем Лукасом и Гильермо дель Торо; такие фильмы, как «Чужой» и «Останься со мной»; японские аниме, такие как «Акира» и «Эльфийская песнь»; и видеоигры, такие как «Silent Hill» и «The Last of Us».
Поскольку Netflix выступает в качестве платформы сериала, братьям Даффер не было обязательно придерживаться типичного 22-эпизодного формата, и они предпочли восьмисерийный подход. Они были обеспокоены тем, что 22-эпизодному сезону на телевидении будет трудно «рассказать кинематографическую историю» с таким количеством эпизодов. Восемь эпизодов позволили им дать время на характеризацию в дополнение к развитию истории; если бы у них было меньше свободного времени, они должны были бы продолжать рассказать фильм ужасов, как только монстр был представлен, и отказаться от характеризации. В рамках восьми эпизодов братья стремились сделать первый сезон «похожим на большой фильм», с всеми завершёнными основными сюжетными линиями, чтобы «зрители чувствовали себя удовлетворёнными», но оставив некоторые неразрешёнными, чтобы указать, что «есть большая мифология и есть много болтающихся линий в конце», что-то, что можно было бы исследовать в дальнейших сезонах, если бы Netflix хотело создать ещё.
Что касается написания детских персонажей в сериале, то братья Даффер считали себя изгоями, когда учились в средней школе, и поэтому им было легко писать для Майка и его друзей, и особенно для Барб. Джойс была создана по образу персонажа Ричарда Дрейфуса, Роя Нири, из «Близких контактов третьей степени», поскольку она кажется «абсолютно сумасшедшей» всем остальным, когда она пытается найти Уилла. Другие персонажи, такие как Билли во втором сезоне, имеют более злодейские атрибуты, которые необязательно очевидны с самого начала; Мэтт объяснил, что они получали дальнейшее вдохновение от Стивена Кинга для этих персонажей, поскольку у Кинга «всегда есть действительно великолепные человеческие злодеи», которые могут быть более злыми, чем сверхъестественное зло.

### Подбор актёров

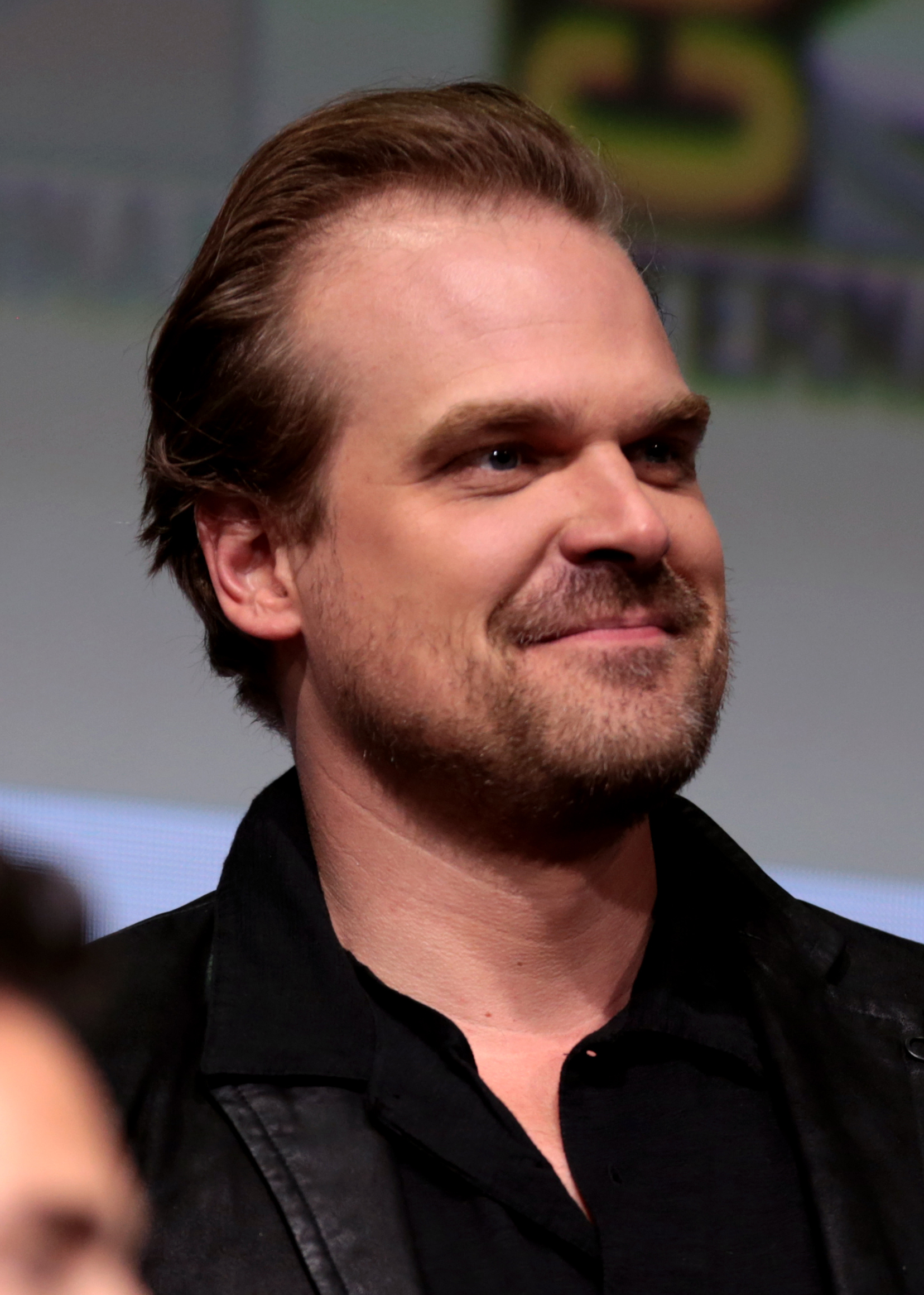
Братья Даффер взяли Дэвида Харбора на роль шерифа Хоппера, полагая, что это была его возможность сыграть главного героя в работе.

В июне 2015 года было объявлено, что Вайнона Райдер и Дэвид Харбор присоединились к сериалу в ролях Джойс и безымянного шефа полиции соответственно. Кастинг-директор братьев, Кармен Куба, предложила Райдер на роль Джойс, и они оба сразу же были заинтересованы в ней, так как она преобладала в фильмах 1980-х годов. Леви полагал, что Райдер могла «испортить эмоциональную срочность и всё же найти слои, нюансы и различные стороны [Джойс]». Райдер похвалила то, что многочисленные сюжетные линии шоу требовали, чтобы она действовала за Джойс, так как «она не в своём уме, но на самом деле она что-то задумала», и продюсеры верили, что она сможет справиться с этой трудной ролью. Братья Даффер и раньше интересовались Харбором, у которого до «Очень странных дел» были мелкие роли злодейских персонажей, и они чувствовали, что он «слишком долго ждал этой возможности», чтобы сыграть главную роль, в то время как сам Харбор был в восторге от сценария и возможности сыграть «сломленного персонажа-антигероя с недостатками».
Спустя два месяца последовал дополнительный подбор актёров, и Финн Вулфхард получил роль Майка, Милли Бобби Браун — нераскрытую роль, Гейтен Матараццо — Дастина, Калеб Маклафлин — Лукаса, Наталия Дайер — Нэнси, и Чарли Хитон — Джонатана. В сентябре 2015 года Кара Буоно присоединилась к актёрскому составу в роли Карен, а месяц спустя Мэттью Модайн получил роль Мартина Бреннера. Дополнительные актёры, которые периодически появляются в течение первого сезона, включают Ноа Шнаппа в роли Уилла, Шеннон Пёрсер в роли Барбары «Барб» Холланд, Джо Кири в роли Стива Харрингтона, и Росса Партриджа в роли Лонни, среди прочих.
Актёры, прослушивавшиеся на роли детей, читали реплики из «Останься со мной». Братья Даффер подсчитали, что они прошли примерно через тысячу различных детей-актёров для ролей. Они отметили, что Вулфхард уже был «любителем кино», и ему нравились фильмы периода 1980-х годов, и он с лёгкостью заполнил роль, в то время как они посчитали прослушивание Матараццо гораздо более подлинным, чем большинство других прослушиваемых лент, и они выбрали его после одного просмотра его записью с прослушиванием. Поскольку кастинг был начат сразу же после того, как Netflix дало шоу зелёный свет, и до того, как сценарии были полностью завершены, это позволило взглядам некоторых актёров на роли отразиться в сценарии. Кастинг молодых актёров на роли Уилла и его друзей был сделан сразу после завершения первого сценария, и последующие сценарии включали в себя аспекты этих актёров. Братья сказали, что Модайн внёс значительный вклад в персонажа доктора Бреннера, которого они раньше не сильно развили, так как они считали его самым трудным персонажем, которого им приходилось писать, учитывая его ограниченные появления в сюжете.

### Съёмки
Братья хотели снимать сериал в районе Лонг-Айленда, чтобы он соответствовал первоначальной концепции Монтока. Однако из-за того, что съёмки должны были состояться в ноябре 2015 года, на Лонг-Айленде было трудно снимать в холодную погоду, и производство начало разведывать места в районе Атланты, Джорджия, и близлежащих местах. Братья, которые выросли в Северной Каролине, нашли много мест, которые напоминали им об их собственном детстве в этом районе, и чувствовали, что этот район будет хорошо работать с переносом истории в вымышленный город Хоукинс, Индиана.
Съёмки первого сезона начались в ноябре 2015 года, и они широко проводились в Атланте, Джорджия, где братья Даффер и Леви занимались режиссурой отдельных эпизодов. Джексон послужил основой вымышленного города Хоукинса, Индиана. Другие места съёмок включали в себя Институт психического здоровья Джорджии в качестве национальной лаборатории Хоукинса, карьер Беллвуд, среднюю школу Патрика Генри в Стокбридже, Джорджия, для сцен средней школы, Департамент непрерывного образования Университета Эмори, бывшую городскую мэрию в Дугласвилле, Джорджия, Международный конный парк Джорджии, суд по делам о наследстве в округе Баттс, Джорджия, старую библиотеку Ист-пойнта и первую баптистскую церковь Ист-пойнта в Ист-Пойнте, Джорджия, Фейетвилл, Джорджия, парк Стоун-Маунтин, Пальметто, Джорджия, и Уинстон, Джорджия. Работа на съёмочной площадке велась в студии Screen Gem Studios в Атланте. Сериал был снят на цифровую камеру Red Dragon. Съёмки первого сезона завершились в начале 2016 года.
Во время съёмок братья пытались запечатлеть кадры, которые можно было бы рассматривать как дань уважения многим из тех отсылок 1980-х годов, которые они вспомнили. Их целью не было обязательно заполнить свою работу этими отсылками, но вместо этого сделать так, чтобы сериал казался зрителям фильмом 1980-х годов. Они потратили немного времени на просмотр этих работ и вместо этого воспользовались своей памятью. Мэтт также признал, что некоторые из их съёмочных оммажей не были сделаны намеренно, но они оказались очень сопоставимыми, как это было подчёркнуто в сделанном фанатами видео, в котором шоу сравнивалось бок-о-бок с несколькими работами 1980-х годов. Мэтт прокомментировал видео: «Некоторые из были преднамеренными, а некоторые были сделаны на подсознательном уровне». Братья признали, что многие из культовых сцен из этих фильмов 1980-х годов, таких как «Полтергейст», заключались в том, что «брался очень обычный предмет, с которым люди имеют дело каждый день, их телевизор, и он наполнялся чем-то потусторонним», что привело к идее использования рождественских гирлянд, чтобы Уилл общался с Джойс.
Братья приписывали большую часть ощущений 1980-х годов художникам-постановщикам и художникам по костюмам, а также композиторам саундтрека, которые помогли воссоздать эту эпоху для них. У Линды Райсс, главы отдела реквизита, бюджет примерно составлял $220 000, как и у большинства фильмов, чтобы приобрести артефакты 1980-х годов, используя eBay и ходя по блошиным рынкам и на распродажи недвижимости в районе Атланты. Основная часть реквизита была оригинальными предметами из 1980-х годов, и только лишь некоторые предметы были сделаны в качестве копий, такие как книги «Подземелья и драконы».

### Визуальные эффекты
Чтобы создать эффект старения сериала, поверх отснятого материала была добавлена зернистость, которая была захвачена сканированием в киноплёнку из 1980-х годов. Дафферы хотели напугать зрителей, но необязательно делать шоу жестоким и кровавым, следуя тому, как фильмы Amblin Entertainment 1980-х годов способствовали созданию рейтинга фильмов PG-13. Дело было «в основном в настроении, атмосфере, напряжении и страхе, нежели чем в кровавости», хотя они не боялись доходить до более страшных элементов, особенно к концу первого сезона. Братья хотели избежать любых компьютерных эффектов для монстра и других частей сериала и остаться с практическими эффектами. Однако шестимесячное время съёмок оставило им мало времени, чтобы спланировать и протестировать установки практические эффектов для некоторых кадров. Они пошли на компромисс и решили использовать сконструированные реквизиты, включая один для монстра, когда они могли, но для других кадров, таких как когда монстр прорывается через стену, они решили использовать цифровые эффекты. Постпродакшн первого сезона был завершён за неделю до его выхода на Netflix.
Заставка начальных титров использует крупные планы букв в названии «Очень странные дела» с красным оттенком на чёрном фоне, когда они двигаются к свому месту в названии. Заставка была создана студией Imaginary Forces, ранее входившей в состав R/GA, во главе с креативным директором Мишель Даути. Леви представил студию братьям Даффер, которые объяснили своё видение шоу, вдохновлённое 1980-ми годами, которое помогло студии исправить концепцию, которую хотели продюсеры. Позже, но до начала съёмок, продюсеры отправили Imaginary Forces пилотный сценарий, тяжёлую синтезаторную фоновую музыку для названий, а также различные обложки книг Кинга и других авторов, которые они использовали для названия и изображений, и искали аналогичный подход для титров шоу, главным образом используя типографскую последовательность. Они черпали вдохновение из нескольких начальных заставок работ 1980-х годов, которые были ранее разработаны Ричардом Гринбергом в рамках R/GA, таких как «Другие ипостаси» и «Мёртвая зона». Они также получили вклад от Дэна Перри, который работал над титрами нескольких фильмов 1980-х годов. Различные итерации включали в себя в то, что буквы исчезали, чтобы «отсутствующую» тему шоу, и то, чтобы буквы отражали тени на других буквах, намекая на тайны, прежде чем осесть на скользящие буквы. Студия начала работать над начальной заставкой до съёмок и взяла около месяца отпуска во время съёмочного процесса, чтобы позволить продюсерам погрузиться в шоу и вернуться с большим вкладом. Первоначально они работали с различными шрифтами для названия и использовали крупные планы лучших особенностей этих шрифтов, но ближе к концу продюсеры захотели работать с ITC Benguiat, что потребовало от них, чтобы они переработали эти кадры. Конечная заставка была полностью создана на компьютере, но они черпали вдохновение из тестирования некоторых практических эффектов, таких как использование масок Kodalith, как это делалось в 1980-х годах, для разработки соответствующих фильтров для программного обеспечения рендеринга. В названиях отдельных эпизодов использовался подход «пролёта насквозь», подобно фильму «Буллит», который продюсеры предложили студии.

### Музыка
Оригинальный саундтрек «Очень странных дел» был сочинён Майклом Стайном и Кайлом Диксоном из электронной группы Survive. Он широко использует синтезаторы в знак уважения к артистам и кино-композиторам 1980-х годов, среди которых были Жан-Мишель Жарр, Tangerine Dream, Вангелис, Goblin, Джон Карпентер, Джорджо Мородер и Фабио Фрицци.
По словам Стайна и Диксона, братья Даффер были фанатами музыки группы Survive, и они использовали их песню «Dirge» для фальшивого трейлера, который был использован, чтобы продать шоу Netflix. Как только шоу получило зелёный свет, Дафферы связались с Survive примерно в июле 2015 года, чтобы спросить, продолжают ли они заниматься музыкой; они оба предоставили производственной команде десятки песен из прошлого их группы, чтобы завоевать их интерес, помогая им получить эту роль. Оказавшись к составе команды, они оба работали с продюсерами, чтобы выбрать некоторые из своих старых произведений, чтобы переделать их для шоу, одновременно разрабатывая новую музыку, в основном с лейтмотивами для персонажей. Их наняли до начала кастинга, поэтому их демо-мотивы были использованы и воспроизведены вместе с записями прослушиваний актёров, помогая им при выборе актёров. Тема шоу основана на неиспользованной работе, которую Стайн сочинил намного раньше; она оказалась в библиотеке работы, которую они делили с производственной командой, которая считала, что с небольшой переработкой, она хорошо подойдёт для начальных титров.
Оригинальный саундтрек первого сезона, состоящий из 75 песен от Стайна и Диксона, разделённых на два тома, был выпущен компанией Lakeshore Records. Цифровой релиз был осуществлён 10 и 19 августа 2016 года для двух томов, соответственно, в то время как розничные версии были доступны 16 и 23 сентября 2016 года.
В дополнение к оригинальной музыке, «Очень странные дела» включает в себя музыку артистов того времени, среди которых The Clash, Toto, New Order, The Bangles, Foreigner, Echo & the Bunnymen, Питер Гэбриел и Кори Харт, а также отрывки композиций Tangerine Dream, Джона Карпентера и Вангелиса. В частности, песню «Should I Stay or Should I Go» группы The Clash специально выбрали, чтобы она играла в поворотные моменты истории, например, когда Уилл пытается общаться с Джойс из Изнанки.

## Выпуск
Первый сезон состоит из восьми часовых эпизодов, которые были выпущены по всему миру на Netflix 15 июля 2016 года в Ultra HD 4K и HDR.

### Домашние носители
Первый сезон «Очень странных дел» был выпущен на Blu-ray/DVD в спец-упаковке исключительно в сети магазинов Target 17 октября 2017 года, и на 4K/Blu-ray так же в спец-упаковке 15 ноября 2017 года, обе из которых включают винтажную упаковку CBS-FOX, вдохновлённую VHS.
| Очень странные дела | | | | | |
| Информация об издании | Информация об издании | Дополнительный контент | Дополнительный контент | Дополнительный контент | Дополнительный контент |
| - Формат: AC-3, Blu-ray, DTS Surround Sound, Dubbed, NTSC, Subtitled, Widescreen - Язык/субтитры: английские, испанские - Формат изображения 2:1 - Набор из 4 дисков, 8 эпизодов | - Формат: AC-3, Blu-ray, DTS Surround Sound, Dubbed, NTSC, Subtitled, Widescreen - Язык/субтитры: английские, испанские - Формат изображения 2:1 - Набор из 4 дисков, 8 эпизодов | - Поставляется с коллекционным плакатом, который нельзя приобрести отдельно от комплекта. - Ретро-упаковка, предназначенная выглядеть как винтажная кассета VHS CBS-FOX. | - Поставляется с коллекционным плакатом, который нельзя приобрести отдельно от комплекта. - Ретро-упаковка, предназначенная выглядеть как винтажная кассета VHS CBS-FOX. | - Поставляется с коллекционным плакатом, который нельзя приобрести отдельно от комплекта. - Ретро-упаковка, предназначенная выглядеть как винтажная кассета VHS CBS-FOX. | - Поставляется с коллекционным плакатом, который нельзя приобрести отдельно от комплекта. - Ретро-упаковка, предназначенная выглядеть как винтажная кассета VHS CBS-FOX. |
| Даты выхода на DVD | | | | | |
| Регион 1 | Регион 1 | Регион 2 | Регион 2 | Регион 4 | Регион 4 |
| 17 октября 2017 (Blu-ray/DVD) 15 ноября 2017 (4K/Blu-ray) | | | | | |

## Реакция

### Зрительская аудитория
Netflix не раскрывает статистику просмотров своих сериалов. Symphony Technology Group с помощью своего программного обеспечения собрала данные за сезон путём фиксации факта телевизионного просмотра с помощью обнаружения звука программы. По данным Symphony, полученным в течение первых 35 дней после выпуска, в среднем первый сезон посмотрели около 14,07 млн жителей США в возрасте от 18 до 49 лет. На то время это сделало «Очень странные дела» третьим самым просматриваемым оригинальным проектом на Netflix в США после первого сезона «Более полного дома» и четвёртого сезона сериала «Оранжевый — хит сезона». Согласно отчёту за сентябрь 2016 года от Netflix, «Очень странные дела» «зацепили» зрителей уже ко второму эпизоду первого сезона: это означает, что если зрители досмотрели сериал до второго эпизода, то в большинстве своём они просмотрели весь сезон до конца.
В августе 2017 года аналитическая фирма Jumpshot, изучающая активность пользователей по кликам, определила, что первый сезон стал седьмым самым просматриваемым сезоном Netflix за первые 30 дней после его премьеры, однако у него был самый высокий еженедельный спад просмотров.

### Реакция критиков
Первый сезон «Очень странных дел» получил признание критиков за оригинальность, проработку характеров персонажей, визуальные эффекты, юмор и актёрскую игру (особенно Райдер, Харбора, Браун и Вулфхарда). Агрегатор рецензий Rotten Tomatoes дал первому сезону рейтинг 97 % на основе 87 отзывов со средней оценкой 8,1/10. Консенсус сайта гласит: «Захватывающие, душераздирающие, а иногда пугающие, „Очень странные дела“ представляют собой вызывающий привыкание оммаж фильмам Спилберга и винтажному телевидению 1980-х годов». Агрегатор рецензий Metacritic дал первому сезону нормализованную оценку 76 из 100, основанную на 34 отзывах, что означает «в целом благоприятные отзывы».
IGN поставили сериалу оценку 8 из 10 и назвали его «великолепным», подведя итог: «„Очень странные дела“ легко порекомендовать, это атмосферный и очаровывающий сериал с ностальгическим возвратом к прошлому, которое не ощущается простой копией». Рецензент «San Francisco Chronicle» Дэйв Виганд написал: «„Очень странные дела“ напоминает нам о времени, отмеченном своего рода беспричинным эскапизмом. Во время просмотра мы понимаем, как жаждем того самого эскапизма, ведь Дафферы сумели сделать его неотразимо привлекательным. Возможно, этим летом выйдут и другие не менее замечательные сериалы, но я гарантирую, что вы не будете получать большего удовольствия от просмотра любого из них, чем от просмотра „Очень странных дел“». Джошуа Олстон из «The A.V. Club» также положительно оценил сериал: «Уравновешивание стиля и содержания всегда является сложной задачей для таких сериалов, как „Очень странные дела“, но создателям удалось идеально соблюсти баланс. Кажется, будто он снят в ту же эпоху, в которую происходит его действие, но с мастерством сегодняшнего престижного телевидения». В обзоре для HitFix Алан Сепинуолл сказал: «В течение восьми часов история и персонажи обретают достаточно самостоятельности, так что отсылки не чувствуются как потакающие авторским прихотям, и сериал можно ценить, даже если вы не знаете сюжета „Инопланетянина“ или шрифт заголовков ранних романов Стивена Кинга (они оказали влияние на вступительные титры сериала) наизусть».
Эмили Нассбаум из «The New Yorker» также похвалила сериал: «Это поразительно эффективное изложение истории за восемь часов, которые проходят в мгновение ока, причём даже второстепенные персонажи награждаются остроумными диалогами, чёрным юмором или пафосными моментами». Телевизионный критик Мэри Макнамара из «Los Angeles Times» сказала: «По большей части и вопреки всему, „Очень странные дела“ чтит свой исходный материал наилучшим образом: рассказывая милую и страшную историю, в которой реальны как монстры, так и трансформирующие реальность силы любви и преданности». Брайан Келли из «The Wall Street Journal» написал: «Мэтт и Росс Даффер, братья и создатели сериала, отлично подготовились в плане понимания кино 80-х годов. Являетесь ли вы фанатом „Нечто“ Джона Карпентера, или вам больше подходят „Балбесы“, в „Очень странных делах“ можно найти многое, что вам может понравится».

### Комментарии

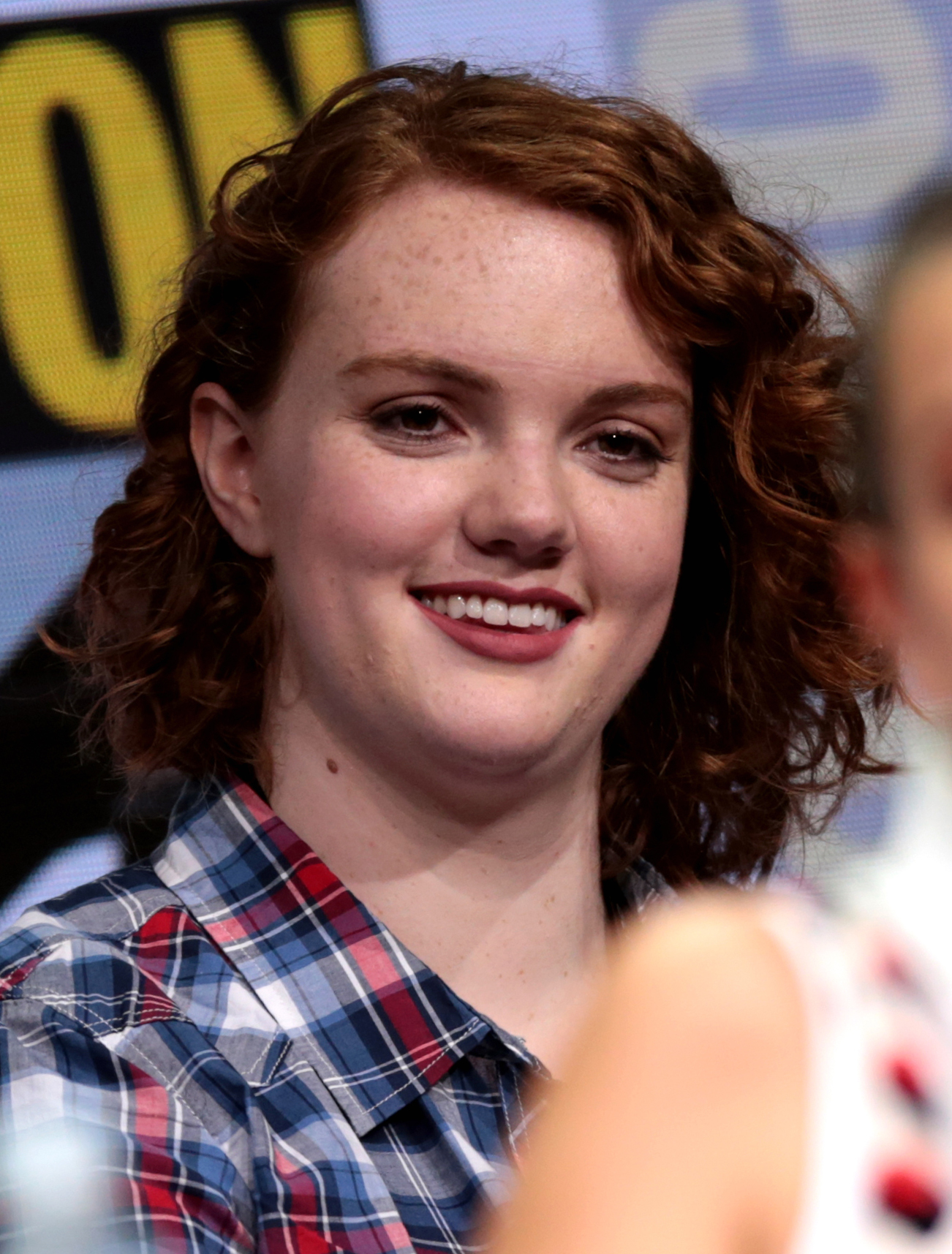
Выступление Шеннон Пёрсер в роли Барб привлекло большое внимание фанатов и привело к тому, что она была номинирована как «лучшая приглашённая актриса в драматическом сериале».

Вскоре после его выхода, сериал «Очень странные дела» приобрёл преданных поклонников. Собственную фан-базу неожиданно для создателей обрела Барб, одноклассница и подруга Нэнси, которую убил монстр в третьей главе сезона. По словам актрисы Шеннон Пёрсер, сыгравшей Барб, она не должна была становиться важным элементом сериала и братья Даффер не стремились сосредоточиться на раскрытии её персонажа, так как сюжет был сфокусирован на поисках Уилла. Однако многие фанаты сочувствовали Барб и создали движение «Справедливость для Барб». Репортёр Лора Брэдли из «Vanity Fair» предположила, что сообществу её фанатов особенно понравился образ необщительной и избегающей тусовки девушки, который был более реалистичным по сравнению с характерами других персонажей сериала, особенно по сравнению с Нэнси. Поклонники Барб запустили акцию с хэштегом #ImWithBarb, для её поддержки было создано несколько фан-сайтов и форумов. Хотя Барб и не вернулась во втором сезоне, братья Даффер отобразили в нём энтузиазм фанатского движения «Справедливость для Барб» через внутрисериальную борьбу Нэнси за справедливое расследование исчезновения своей подруги. Шеннон Пёрсер и некоторые СМИ восприняли её номинацию за роль Барб в категории «лучшая приглашённая актриса в драматическом сериале» на 69-й церемонии премии «Эмми» как достижение «справедливости для Барб», подчеркнув, насколько хорошо был принят её персонаж.
Сериал повлиял на увеличение спроса на вафли Eggo: они — любимая еда Одиннадцати, и стали одним из символов сериала. Компания Kellogg, которая производит Eggo, не участвовала в продакт-плейсменте во время производства, а увеличение продаж после выхода сериала стало для них сюрпризом. Позже Kellogg сняли винтажную телевизионную рекламу вафель в стиле 1980-х годов для Netflix, затем использоли её на Супербоуле LI, и выразили желание и дальше участвовать в перекрёстном продвижении.
Член Палаты представителей от Род-Айленда Дэвид Сисиллини в выступлении на заседании Конгресса 16 февраля 2017 года сравнил жизнь в Америке во время президентства Дональда Трампа с положением вещей в «Очень странных делах», используя знак «Trump Things» в том же формате постера сериала; он заявил: «Как и главные герои „Очень странных дел“, мы застряли в Изнанке, где правда — это ложь, верх — это низ, чёрное — это белое».
В рамках релиза на Netflix 14 апреля 2017 года, актёры перезапуска «Таинственного театра 3000 года» посмеялись над вступлением первой главы «Очень странных дел».

### Награды
| Премия                                       | Категория                                                                           | Номинант(ы) / работа | Результат | Прим.                |
| -------------------------------------------- | ----------------------------------------------------------------------------------- | --- | --------- | -------------------- |
| Премия ACE Eddie                             | Лучший монтаж одночасового сериала для некоммерческого телевидения                  | Дин Циммерман «Глава первая: Исчезновение Уилла Байерса» | Номинация | [ 81 ]               |
| Премия ACE Eddie                             | Лучший монтаж одночасового сериала для некоммерческого телевидения                  | Кевин Д. Росс «Глава седьмая: Ванна» | Номинация | [ 81 ]               |
| Американский институт киноискусства          | 10 лучших телепрограмм года                                                         | «Очень странные дела» | Победа    | [ 82 ]               |
| Гильдия художников                           | Одночасовой исторический или фэнтезийный однокамерный телесериал                    | Крис Трухильо «Глава первая: Исчезновение Уилла Байерса», «Глава третья: Рождественские огни» и «Глава восьмая: Изнанка»                                    | Номинация | [ 83 ]               |
| Премия Брэма Стокера                         | Лучший сценарий                                                                     | Братья Даффер «Глава первая: Исчезновение Уилла Байерса» | Номинация | [ 84 ]               |
| Премия Брэма Стокера                         | Лучший сценарий                                                                     | Братья Даффер «Глава восьмая: Изнанка» | Номинация | [ 84 ]               |
| BAFTA                                        | Лучшая международная программа                                                      | Мэтт Даффер, Росс Даффер, Шон Леви, Дэн Коэн | Номинация | [ 85 ]               |
| Общество кинозвука                           | Выдающиеся достижения в звуке для телевидения — один час                            | Крис Дёрфи, Джо Барнетт, Адам Дженкинс, Джуда Гетц и Джон Гентнер «Глава седьмая: Ванна»                                                                    | Номинация | [ 86 ]               |
| Гильдия художников по костюмам               | Лучший исторический телесериал                                                      | Кимберли Адамс, Малгосия Турзанска | Номинация | [ 87 ]               |
| Выбор телевизионных критиков                 | Лучший драматический сериал                                                         | «Очень странные дела» | Номинация | [ 88 ]               |
| Выбор телевизионных критиков                 | Самое просматриваемое шоу                                                           | «Очень странные дела» | Номинация | [ 88 ]               |
| Премия Гильдии режиссёров США                | Лучшая режиссура драматического сериала                                             | Братья Даффер «Глава первая: Исчезновение Уилла Байерса» | Номинация | [ 89 ]               |
| Премия «Дракон»                              | Лучший научно-фантастический или фэнтезийный телесериал                             | «Очень странные дела» | Победа    | [ 90 ]               |
| Прайм-таймовая премия «Эмми»                 | Лучший драматический сериал                                                         | «Очень странные дела» | Номинация | [ 91 ] [ 92 ] [ 93 ] |
| Прайм-таймовая премия «Эмми»                 | Лучший актёр второго плана в драматическом сериале                                  | Дэвид Харбор в роли Джима Хоппера «Глава восьмая: Изнанка»                                                                                                  | Номинация | [ 91 ] [ 92 ] [ 93 ] |
| Прайм-таймовая премия «Эмми»                 | Лучшая актриса второго плана в драматическом сериале                                | Милли Бобби Браун в роли Одиннадцати / Джейн Айвз «Глава седьмая: Ванна»                                                                                    | Номинация | [ 91 ] [ 92 ] [ 93 ] |
| Прайм-таймовая премия «Эмми»                 | Лучшая режиссура драматического сериала                                             | Братья Даффер «Глава первая: Исчезновение Уилла Байерса» | Номинация | [ 91 ] [ 92 ] [ 93 ] |
| Прайм-таймовая премия «Эмми»                 | Лучший сценарий драматического сериала                                              | Братья Даффер «Глава первая: Исчезновение Уилла Байерса» | Номинация | [ 91 ] [ 92 ] [ 93 ] |
| Прайм-таймовая премия «Эмми»                 | Лучшая приглашённая актриса в драматическом сериале                                 | Шеннон Пёрсер в роли Барб Холланд «Глава третья: Рождественские огни»                                                                                       | Номинация | [ 91 ] [ 92 ] [ 93 ] |
| Прайм-таймовая премия «Эмми»                 | Лучшая работа художника-постановщика в исторической программе (один час или больше) | Крис Трухильо, Уильям Дэвис, Джесс Ройал «Глава первая: Исчезновение Уилла Байерса»                                                                         | Номинация | [ 91 ] [ 92 ] [ 93 ] |
| Прайм-таймовая премия «Эмми»                 | Лучший кастинг в драматическом сериале                                              | Кармен Куба, Тара Фельдштейн, Чейз Пэрис | Победа    | [ 91 ] [ 92 ] [ 93 ] |
| Прайм-таймовая премия «Эмми»                 | Лучшая операторская работа в однокамерном сериале (один час)                        | Тим Айвз «Глава восьмая: Изнанка» | Номинация | [ 91 ] [ 92 ] [ 93 ] |
| Прайм-таймовая премия «Эмми»                 | Лучший монтаж однокамерной съёмки для драматического сериала                        | Дин Циммерман «Глава первая: Исчезновение Уилла Байерса» | Победа    | [ 91 ] [ 92 ] [ 93 ] |
| Прайм-таймовая премия «Эмми»                 | Лучший монтаж однокамерной съёмки для драматического сериала                        | Кевин Д. Росс «Глава седьмая: Ванна» | Номинация | [ 91 ] [ 92 ] [ 93 ] |
| Прайм-таймовая премия «Эмми»                 | Лучшие причёски для однокамерного сериала                                           | Сара Хайндсгол, Эвелин Роуч «Глава вторая: Чудак на Мейпл-стрит»                                                                                            | Номинация | [ 91 ] [ 92 ] [ 93 ] |
| Прайм-таймовая премия «Эмми»                 | Лучший грим в однокамерном сериале (несложный)                                      | Майк Майклс, Тереза Вест «Глава шестая: Монстр» | Номинация | [ 91 ] [ 92 ] [ 93 ] |
| Прайм-таймовая премия «Эмми»                 | Лучшее музыкальное сопровождение                                                    | Нора Фелдер «Глава вторая: Чудак на Мейпл-стрит» | Номинация | [ 91 ] [ 92 ] [ 93 ] |
| Прайм-таймовая премия «Эмми»                 | Лучший монтаж звука в сериале                                                       | Брэдли Норт, Крэйг Хениган, Джордан Уилби, Джонатан Голоднер, Тиффани С. Гриффит, Сэм Мунос, Дэвид Клотц, Ноэль Вот, Джинджер Гири «Глава восьмая: Изнанка» | Победа    | [ 91 ] [ 92 ] [ 93 ] |
| Прайм-таймовая премия «Эмми»                 | Лучший звук в комедийном или драматическом сериале (один час)                       | Джо Барнетт, Адам Дженкинс, Крис Дёрфи, Билл Хигли «Глава восьмая: Изнанка»                                                                                 | Номинация | [ 91 ] [ 92 ] [ 93 ] |
| Прайм-таймовая премия «Эмми»                 | Лучший дизайн титров                                                                | Мишель Доэрти, Питер Франкфурт, Арису Касиваги, Эрик Демюси                                                                                                 | Победа    | [ 91 ] [ 92 ] [ 93 ] |
| Прайм-таймовая премия «Эмми»                 | Лучшая оригинальная музыкальная тема                                                | Майкл Стайн, Кайл Диксон | Победа    | [ 91 ] [ 92 ] [ 93 ] |
| Прайм-таймовая премия «Эмми»                 | Выдающиеся творческие достижения в интерактивных медиа в рамках сценарной программы | Netflix, CBS Digital Stranger Things VR Experience | Номинация | [ 91 ] [ 92 ] [ 93 ] |
| Премия Fangoria Chainsaw                     | Лучший телесериал                                                                   | «Очень странные дела» | Победа    | [ 94 ]               |
| Премия Fangoria Chainsaw                     | Лучшая телеактриса                                                                  | Милли Бобби Браун | Победа    | [ 94 ]               |
| Премия Fangoria Chainsaw                     | Лучший телеактёр второго плана                                                      | Дэвид Харбор | Номинация | [ 94 ]               |
| Премия Fangoria Chainsaw                     | Лучшая телеактриса второго плана                                                    | Вайнона Райдер | Победа    | [ 94 ]               |
| Премия Gold Derby TV                         | Драматический сериал                                                                | «Очень странные дела» | Победа    | [ 95 ]               |
| Премия Gold Derby TV                         | Актриса второго плана в драматическом сериале                                       | Милли Бобби Браун | Номинация | [ 95 ]               |
| Премия Gold Derby TV                         | Актриса второго плана в драматическом сериале                                       | Вайнона Райдер | Номинация | [ 95 ]               |
| Премия Gold Derby TV                         | Лучший актёр второго плана в драматическом сериале                                  | Дэвид Харбор | Номинация | [ 95 ]               |
| Премия Gold Derby TV                         | Драматический эпизод                                                                | Джастин Доубл, братья Даффер «Глава седьмая: Ванна» | Номинация | [ 95 ]               |
| Премия Gold Derby TV                         | Драматический эпизод                                                                | Пол Дихтер, братья Даффер «Глава восьмая: Изнанка» | Номинация | [ 95 ]               |
| Премия Gold Derby TV                         | Актёрский состав года                                                               | Актёрский состав «Очень странных дел» | Номинация | [ 95 ]               |
| Премия Gold Derby TV                         | Исполнитель года                                                                    | Милли Бобби Браун | Победа    | [ 95 ]               |
| «Золотой глобус»                             | Лучший телевизионный сериал — драма                                                 | «Очень странные дела» | Номинация | [ 96 ]               |
| «Золотой глобус»                             | Лучшая актриса в телевизионном сериале — драма                                      | Вайнона Райдер | Номинация | [ 96 ]               |
| Golden Reel                                  | Лучший звук: ТВ в короткой форме — музыка                                           | Дэвид Клотц «Глава третья: Рождественские огни» | Победа    | [ 97 ]               |
| Golden Reel                                  | Лучший звук: ТВ в короткой форме — шумовое оформление                               | Джейкоб Макнотон «Глава восьмая: Изнанка» | Номинация | [ 98 ]               |
| «Грэмми»                                     | Лучший саундтрек для визуальных медиа                                               | Stranger Things Volume 1 | Номинация | [ 99 ]               |
| «Грэмми»                                     | Лучший саундтрек для визуальных медиа                                               | Stranger Things Volume 2 | Номинация | [ 99 ]               |
| Hollywood Music in Media Awards              | Лучшая музыкальная тема — телешоу/цифровой стриминговый сериал                      | Кайл Диксон и Майкл Стайн | Номинация | [ 100 ] [ 101 ]      |
| Hollywood Music in Media Awards              | Лучшая оригинальная музыка — телешоу/мини-сериал                                    | Кайл Диксон и Майкл Стайн | Номинация | [ 100 ] [ 101 ]      |
| Hollywood Music in Media Awards              | Лучшее музыкальное сопровождение — телевидение                                      | Нора Фелдер | Победа    | [ 100 ] [ 101 ]      |
| Хьюго                                        | Лучшая постановка — крупная форма                                                   | Братья Даффер | Номинация | [ 102 ]              |
| Премия Гильдии менеджеров по размещению      | Лучшие локации в историческом телесериале                                           | Тони Холли | Номинация | [ 103 ]              |
| Гильдия гримёров и парикмахеров              | Лучший грим в историческом телесериале                                              | Эми Л. Форсайт, Саманта Смит | Номинация | [ 104 ]              |
| Гильдия гримёров и парикмахеров              | Лучшие причёски в историческом телесериале                                          | Сара Хайндсгол, Эвелин Роуч | Номинация | [ 104 ]              |
| MTV Movie & TV Awards                        | ТВ-шоу года                                                                         | | Победа    | [ 105 ]              |
| MTV Movie & TV Awards                        | Лучшая актриса на ТВ                                                                | Милли Бобби Браун | Победа    | [ 105 ]              |
| MTV Movie & TV Awards                        | Лучший злодей                                                                       | Демогоргон | Номинация | [ 105 ]              |
| MTV Movie & TV Awards                        | Лучший герой                                                                        | Милли Бобби Браун | Номинация | [ 105 ]              |
| Премия национального телевидения             | Лучший исторический драматический сериал                                            | «Очень странные дела» | Номинация | [ 106 ]              |
| People’s Choice Awards                       | Любимое телешоу                                                                     | «Очень странные дела» | Номинация | [ 107 ]              |
| People’s Choice Awards                       | Любимый научно-фантастический/фэнтезийный сериал                                    | «Очень странные дела» | Номинация | [ 107 ]              |
| People’s Choice Awards                       | Любимая актриса в научно-фантастическом/фэнтезийном телешоу                         | Милли Бобби Браун | Номинация | [ 107 ]              |
| «Пибоди»                                     | Лучшая развлекательная программа                                                    | «Очень странные дела» | Номинация | [ 108 ]              |
| Гильдия продюсеров Америки                   | Драматический эпизодический телесериал                                              | Братья Даффер, Шон Леви, Дэн Коэн, Иэн Патерсон | Победа    | [ 109 ]              |
| «Спутник»                                    | Лучший жанровый телевизионный сериал                                                | «Очень странные дела» | Номинация | [ 110 ]              |
| «Спутник»                                    | Лучшая актриса в телевизионном сериале — драма                                      | Вайнона Райдер | Номинация | [ 110 ]              |
| «Сатурн»                                     | Лучший телесериал, выпущенный новыми медиа                                          | «Очень странные дела» | Победа    | [ 111 ]              |
| «Сатурн»                                     | Лучшая актриса на телевидении                                                       | Вайнона Райдер | Номинация | [ 111 ]              |
| «Сатурн»                                     | Лучшая молодая актриса в телесериале                                                | Милли Бобби Браун | Победа    | [ 111 ]              |
| Премия Гильдии киноактёров США               | Лучшая женская роль в драматическом сериале                                         | Милли Бобби Браун | Номинация | [ 112 ]              |
| Премия Гильдии киноактёров США               | Лучшая женская роль в драматическом сериале                                         | Вайнона Райдер | Номинация | [ 112 ]              |
| Премия Гильдии киноактёров США               | Лучший актёрский состав в драматическом сериале                                     | Основной состав | Победа    | [ 112 ]              |
| Общество кинооператоров                      | Кинооператор года — телевидение                                                     | Боб Горелик | Номинация | [ 113 ]              |
| Ассоциация телевизионных критиков            | Программа года                                                                      | «Очень странные дела» | Номинация | [ 114 ] [ 115 ]      |
| Ассоциация телевизионных критиков            | Выдающиеся достижения в драме                                                       | «Очень странные дела» | Номинация | [ 114 ] [ 115 ]      |
| Ассоциация телевизионных критиков            | Выдающаяся новая программа                                                          | «Очень странные дела» | Номинация | [ 114 ] [ 115 ]      |
| Teen Choice Awards                           | Научно-фантастическое/фэнтезийное телешоу                                           | «Очень странные дела» | Номинация | [ 116 ]              |
| Teen Choice Awards                           | Прорывное телешоу                                                                   | «Очень странные дела» | Номинация | [ 117 ]              |
| Teen Choice Awards                           | Восходящая телезвезда                                                               | Финн Вулфхард | Номинация | [ 117 ]              |
| Teen Choice Awards                           | Восходящая телезвезда                                                               | Милли Бобби Браун | Номинация | [ 117 ]              |
| Общество специалистов по визуальным эффектам | Лучшие визуальные эффекты в фотореалистичном эпизоде                                | Марк Колби, Аарон Симс, Олкан Тан | Номинация | [ 118 ]              |
| Гильдия сценаристов США                      | Драматический сериал                                                                | «Очень странные дела» | Номинация | [ 119 ]              |
| Гильдия сценаристов США                      | Новый сериал                                                                        | «Очень странные дела» | Номинация | [ 119 ]              |